# Saint-Louet-sur-Seulles
Saint-Louet-sur-Seulles – miejscowość i gmina we Francji, w regionie Normandia, w departamencie Calvados.
Nazwa miejscowości pochodzi od zdrobniałej francuskiej postaci imienia św. Laudona.
.